# Бомонт (Техас)
Бо́монт (англ. Beaumont) — город, расположенный на юго-востоке штата Техас (США), примерно в 125 км восточнее Хьюстона и в 35 км западнее границы с Луизианой, на западном берегу реки Нечес. Бомонт является окружным центром округа Джефферсон. Согласно Бюро переписи населения США, по переписи 2010 года население Бомонта составляло 118 296 человек (по оценке на 1 июля 2019 года — 118 151 человек). Среди городов Техаса Бомонт находится на 24-м месте по количеству жителей. Бомонт принадлежит к агломерации Бомонт—Порт-Артур. Вместе с городами Порт-Артур и Ориндж, Бомонт составляет т.н. «золотой треугольник» (англ. Golden Triangle) — крупную индустриальную область в районе побережья Мексиканского залива. В Бомонте также находится Ламарский университет (англ. Lamar University), в котором обучаются примерно 15 тысяч студентов.

## История

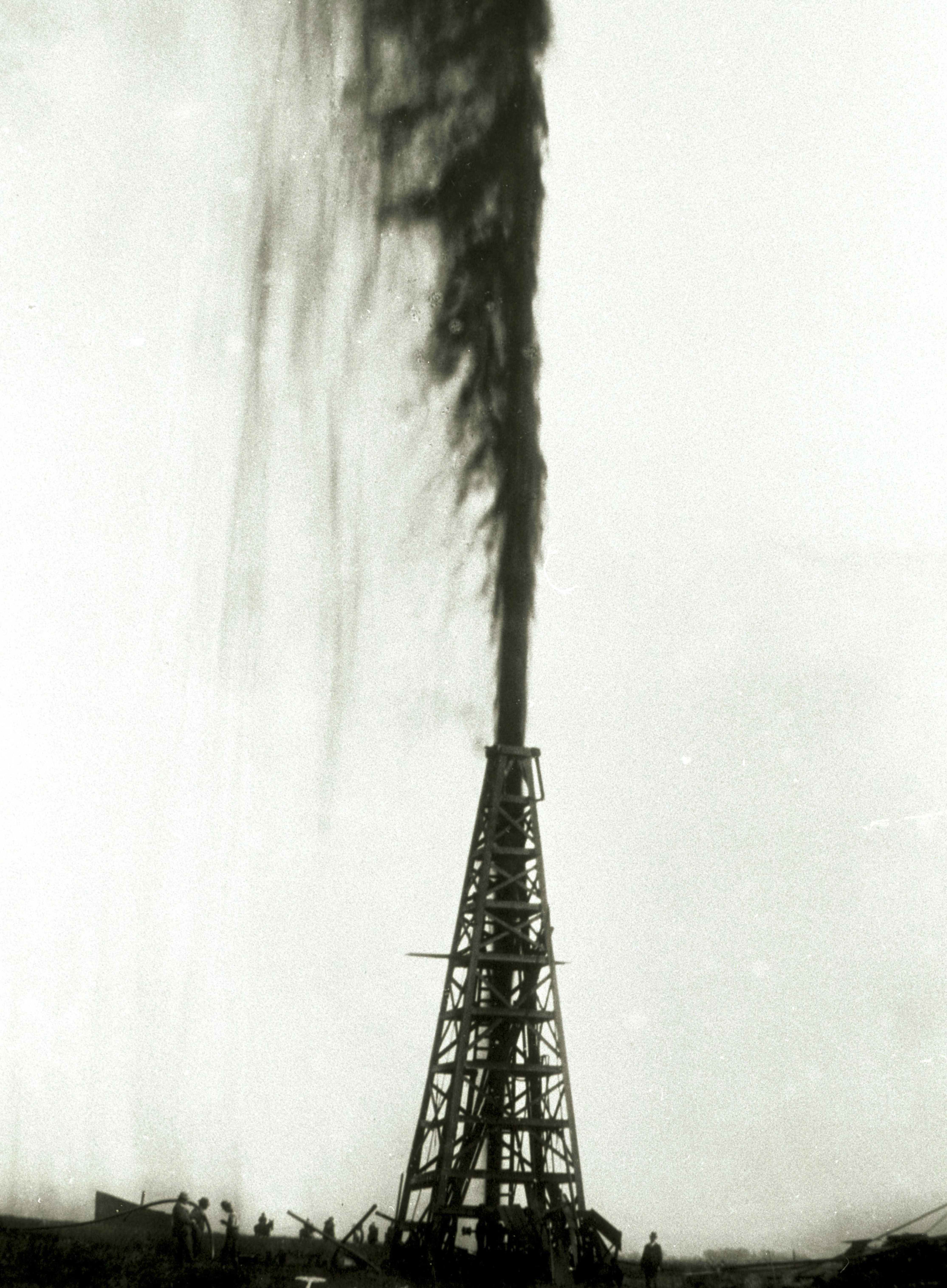
Нефтяной фонтан, Спиндлтоп

В 1824 году Ноа и Нэнси Тивис (Noah and Nancy Tevis) организовали ферму на западном берегу реки Нечес. Вскоре вокруг фермы образовалось небольшое поселение, которое называлось Тивис Блафф (Tevis Bluff) или Нечес Ривер (Neches River Settlement). В 1835 году земля Тивисов вместе с соседним поселением Санта Анна (Santa Anna) была выкуплена Генри Миллардом (Henry Millard, 1796?—1844), Джозефом Палсифером (Joseph P. Pulsifer, 1805—1861) и Томасом Халингом (Thomas B. Huling, 1804—1865) в качестве места для постройки нового города. Этот город получил название Бомонт (Beaumont), в память о Мэри Миллард (урождённой Mary Dewburleigh Barlace Warren Beaumont), покойной жене Генри Милларда, которая скончалась в мае 1834 года. 
Бомонт получил городские права (англ. town) 16 декабря 1838 года. Сначала он в основном служил центром для окрестных фермеров и скотоводов. Во второй половине XIX века Бомонт стал крупным центром транспортировки древесины и переработки риса.
10 января 1901 года под Бомонтом, в месте под названием Спиндлтоп (англ. Spindletop) была открыта нефть. Расположенный над соляным куполом (англ. Salt Dome) Спиндлтоп стал первым крупным месторождением нефти в США и, как потом оказалось, одним из самых больших за всю историю США. С января по март 1901 года численность населения Бомонта выросла с 9 тысяч до 30 тысяч человек, и вскоре достигла 50 тысяч. С тех пор нефть стала главным источником дохода города.

Расположение Бомонта в округе Джефферсон, а также округа Джефферсон в штате Техас

Во время Второй мировой войны Бомонт стал крупным судостроительным центром. К этому же периоду относится Бомонтский бунт (англ. Beaumont riot) 1943 года, связанный с расовыми трениями.
В 2005 и 2008 годах, ураганами Рита и Айк Бомонту и близлежащим районам был нанесён существенный ущерб. Была объявлена обязательная эвакуация, которая продолжалась примерно две недели.

## География
Бомонт расположен на 30°04′48″ с. ш. 94°07′36″ з. д., примерно в 50 км севернее побережья Мексиканского залива. Высота центра города 5 м. Согласно Бюро переписи населения США, общая площадь города составляет 222,6 км², включая 220,2 км² суши и 2,4 км² водной поверхности. 

## Климат
Бомонт принадлежит к влажному субтропическому региону. В среднем, июль — самый жаркий, январь — самый холодный, а июнь — самый дождливый месяц. Самая высокая температура 42 °C была зарегистрирована летом 1902 года, а самая низкая температура −12 °C была зарегистрирована зимой 1906 года.
| Показатель                    | Янв.  | Фев.  | Март | Апр. | Май  | Июнь | Июль | Авг. | Сен. | Окт. | Нояб. | Дек.  | Год   |
| ----------------------------- | ----- | ----- | ---- | ---- | ---- | ---- | ---- | ---- | ---- | ---- | ----- | ----- | ----- |
| Абсолютный максимум, °C       | 28,9  | 32,2  | 32,2 | 34,4 | 38,3 | 41,1 | 42,2 | 42,2 | 40,6 | 37,2 | 32,2  | 28,9  | 42,2  |
| Средний суточный максимум, °C | 16,7  | 18,5  | 22,1 | 25,6 | 29,3 | 32,0 | 33,2 | 33,4 | 31,2 | 27,0 | 22,1  | 17,6  | 25,7  |
| Средняя температура, °C       | 11,5  | 13,3  | 16,7 | 20,3 | 24,4 | 27,3 | 28,3 | 28,4 | 26,1 | 21,4 | 16,5  | 12,4  | 20,6  |
| Средний суточный минимум, °C  | 6,2   | 8,1   | 11,2 | 15,0 | 19,4 | 22,6 | 23,4 | 23,3 | 20,9 | 15,8 | 11,0  | 7,1   | 15,3  |
| Абсолютный минимум, °C        | −11,7 | −10,6 | −5   | 0,0  | 7,2  | 13,3 | 16,1 | 14,4 | 7,2  | 0,0  | −5,6  | −11,1 | −11,7 |
| Норма осадков, мм             | 134   | 91    | 90   | 82   | 133  | 180  | 151  | 137  | 152  | 142  | 112   | 134   | 1538  |
| Источник: «Погода и Климат»   |       |       |      |      |      |      |      |      |      |      |       |       |       |

## Население
Согласно переписи населения 2010 года, в Бомонте проживали 118 296 человек, включая 45 648 домашних хозяйств и 28 859 семей. Плотность населения была 517,2 человек на км².
Расовый состав:
- 39,8 % белых
- 47,3 % афроамериканцев
- 0,6 % коренных американцев
- 3,3 % азиатов
- 0 % (34 человека) выходцев с тихоокеанских островов
- 7,1 % других рас
- 2 % принадлежащих к двум или более расам

Возрастное распределение: 24,7 % младше 18 лет, 12 % от 18 до 24, 25,8 % от 25 до 44, 28,1 % от 45 до 64, и 12,2% возраста 65 лет и старше. Средний возраст — 34,4 года. На каждые 100 женщин было 94,9 мужчин (для возраста с 18 лет и старше — 88,2 мужчин на 100 женщин).
Согласно данным пятилетнего опроса 2019 года, среднегодовой доход на домашнее хозяйство в городе был 50 632 доллара США, а среднегодовой доход семьи — 61 069 долларов США. Среднегодовой доход на душу населения был 28 315 долларов. Примерно 13,2% семей и 18,6% населения были ниже официального уровня бедности.

## Администрация города
Структура управления Бомонта включает в себя Совет города, который назначает городского менеджера. В Совет города (англ. Beaumont City Council) входят мэр и 6 членов совета, из которых 2 выбираются всеми избирателями, а 4 избираются от различных районов города (Северный, Южный, Западный и Центральный районы Бомонта). Выборы проводятся ежегодно, при этом мэр и члены Совета избираются на два года (каждый год переизбирается только часть Совета). 
Другими важными должностями, на которые происходит наём сотрудников являются:
- Сити-менеджер
- Городской юрист
- Городской клерк

## Экономика
Согласно Полному ежегодному финансовому отчёту города за 2020 год, следующие компании и организации предоставляли больше всего рабочих мест в городе:
| №  | Компания/ организация                  | количество сотрудников |
| -- | -------------------------------------- | ---------------------- |
| 1  | Бомонтский независимый школьный округ  | 2576                   |
| 2  | ExxonMobil                             | 2434                   |
| 3  | Госпиталь Christus St. Elizabeth       | 1620                   |
| 4  | Баптистский госпиталь Memorial Hermann | 1501                   |
| 5  | Ламарский университет                  | 1389                   |
| 6  | Город Бомонт                           | 1304                   |
| 7  | Округ Джефферсон                       | 1193                   |
| 8  | Mark Stiles Unit                       | 419                    |
| 9  | Goodyear Tire and Rubber Company       | 336                    |
| 10 | Wal-Mart                               | 328                    |

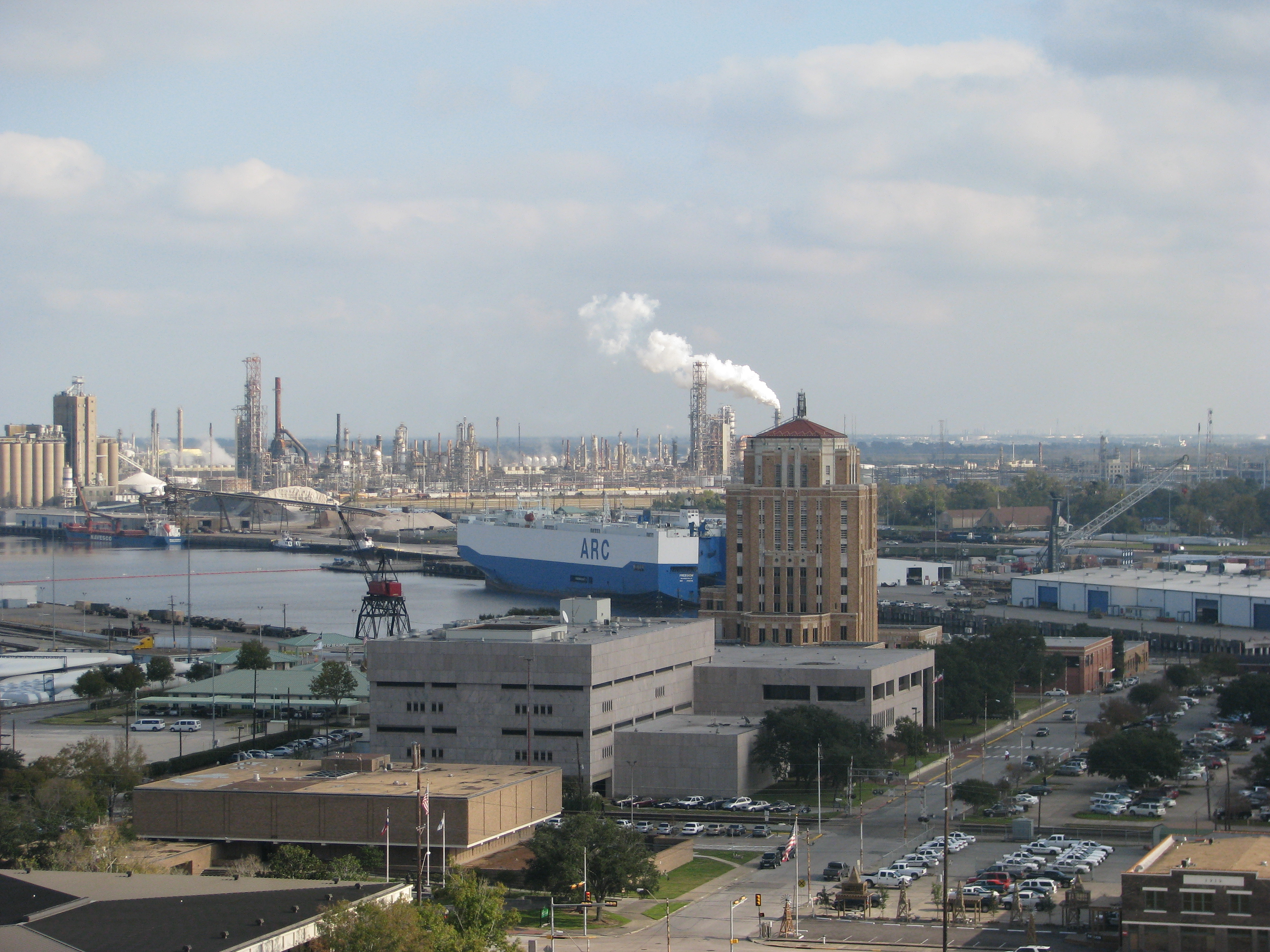
Порт Бомонта

Значительную роль в экономике региона играет морской порт Бомонта (Port of Beaumont), занимавший в 2019 году 5-е место в стране по грузообороту, а также являющийся вторым по величине военно-морским портом в мире.
В Бомонте были основаны компании Conn's и Sweet Leaf Tea Company. В городе до сих пор располагается головной офис сети ресторанов Jason's Deli.

## Образование
- Среднее образование

Бо́льшая часть школ Бомонта принадлежит Бомонтскому независимому школьному округу (англ. Beaumont Independent School District, BISD). Кроме этого, есть несколько частных школ.
- Высшее образование
  - Ламарский университет (англ. Lamar University) — университет штата Техас, в котором обучаются примерно 15 тысяч студентов.
  - Ламарский технологический институт (англ. Lamar Institute of Technology, LIT)

## Транспорт
- Автомобильное сообщение
  - Основные автомобильные дороги, пересекающие Бомонт:
    -  межштатная автомагистраль I-10 (англ. Interstate 10) проходит с запада (со стороны Хьюстона) на восток (в сторону Луизианы), а в районе центра города с юго-запада на северо-восток.
    -  US 90 (англ. US Highway 90) подходит к Бомонту с запада и соединяется с I-10, продолжаясь вместе с ней на восток.
    -  US 69 (англ. US Highway 69),  US 96 (англ. US Highway 96) и  US 287 (англ. US Highway 287) сливаются вместе севернее Бомонта и пересекают город с севера на юг, оканчиваясь в Порт-Артуре.
- Местный общественный транспорт
  - В Бомонте имеется сеть местных автобусных маршрутов Beaumont Mass Transit (BMT).
- Железнодорожное сообщение
  - В Бомонте есть пассажирская железнодорожная станция Beaumont Amtrak Station.
- Воздушное сообщение:
  - Региональный аэропорт юго-восточного Техаса (Southeast Texas Regional Airport — SETRA) находится к юго-востоку от Бомонта, между Бомонтом и Порт-Артуром. Отсюда есть воздушное пассажирское сообщение с Хьюстоном[24].

## Известные жители Бомонта
- Биг Боппер (1930—1959) — американский диджей, певец, автор песен, один из первопроходцев рок-н-ролла.
- Роберт Лорел Криппен (р. 1937) — американский астронавт, принимал участие в четырёх миссиях по программе «Спейс Шаттл» (в том числе в самом первом), и в трёх из них в качестве командира.
- Стивен Джексон (р. 1978) — американский профессиональный баскетболист, выступавший в НБА.
- Джордж Джонс (1931—2013) — один из наиболее известных вокалистов в истории кантри-музыки.
- Кендрик Перкинс (р. 1984) — американский профессиональный баскетболист, выступающий в НБА.
- Джонни Винтер (1944—2014) — американский блюзовый музыкант, гитарист, певец.
- Уилл Уинн (англ. Will Wynn, р. 1961) — бывший мэр Остина (столицы штата Техас).
- Бейб Дидриксон Захариас (1911—1956) — спортсменка, завоевала две золотые и одну серебряную медаль в лёгкой атлетике на Олимпийских играх 1932 года, впоследствии профессиональный игрок в гольф.
- Бубба Смит (1945—2011) — актёр и футболист (американский футбол).

## Галерея

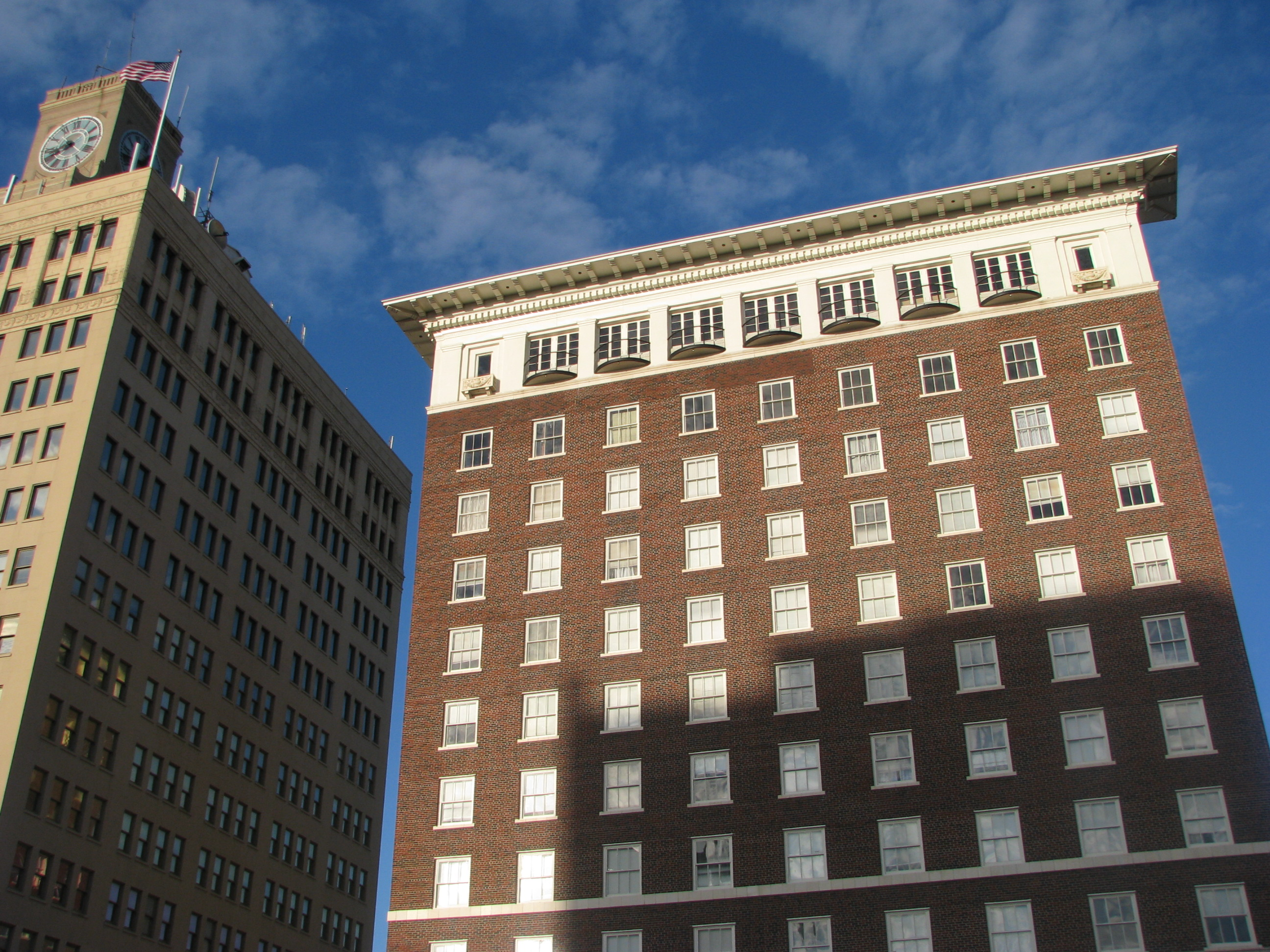
Слева — здание Сан-Хасинто, справа — Отель Бомонт
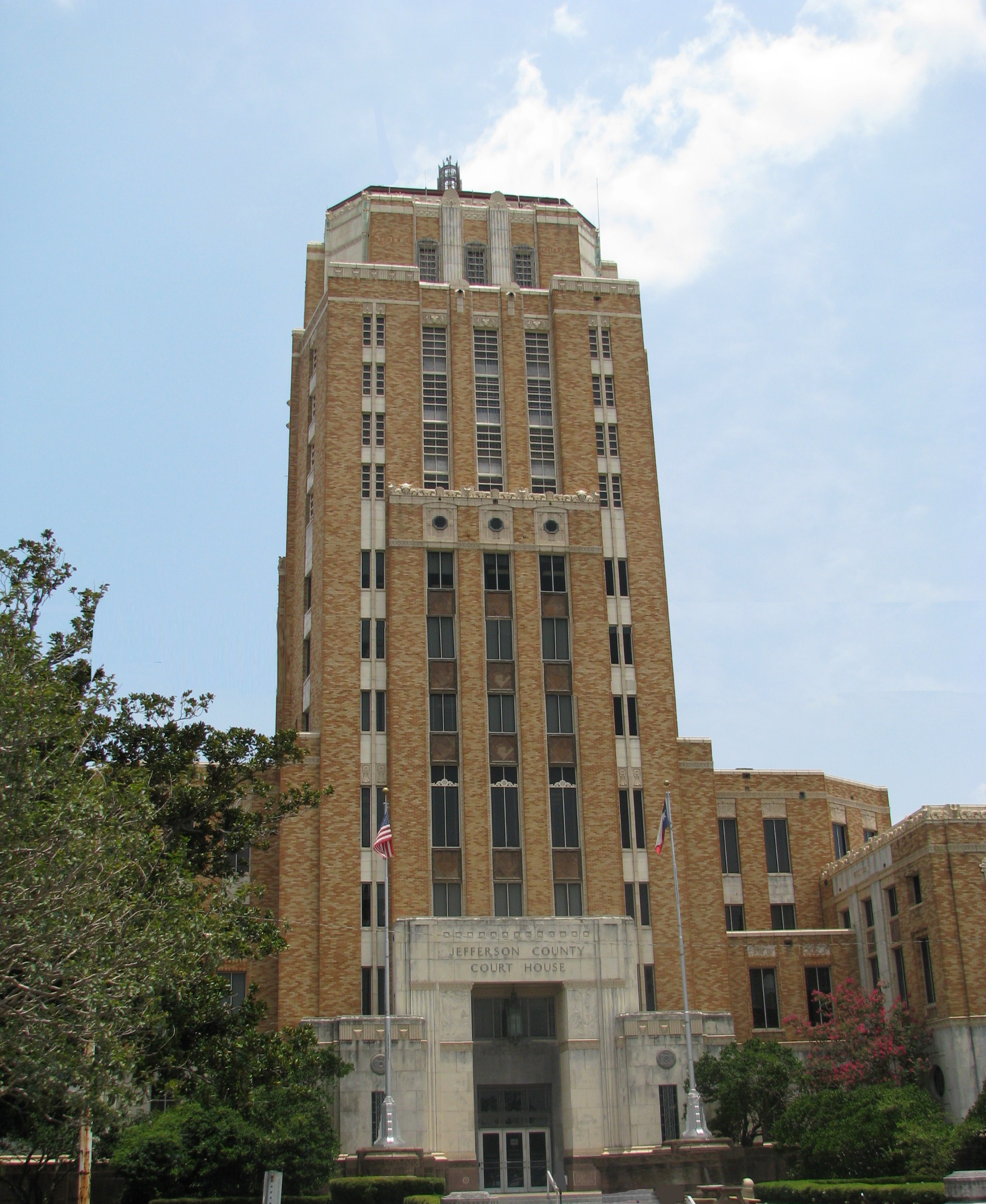
Здание суда округа Джефферсон
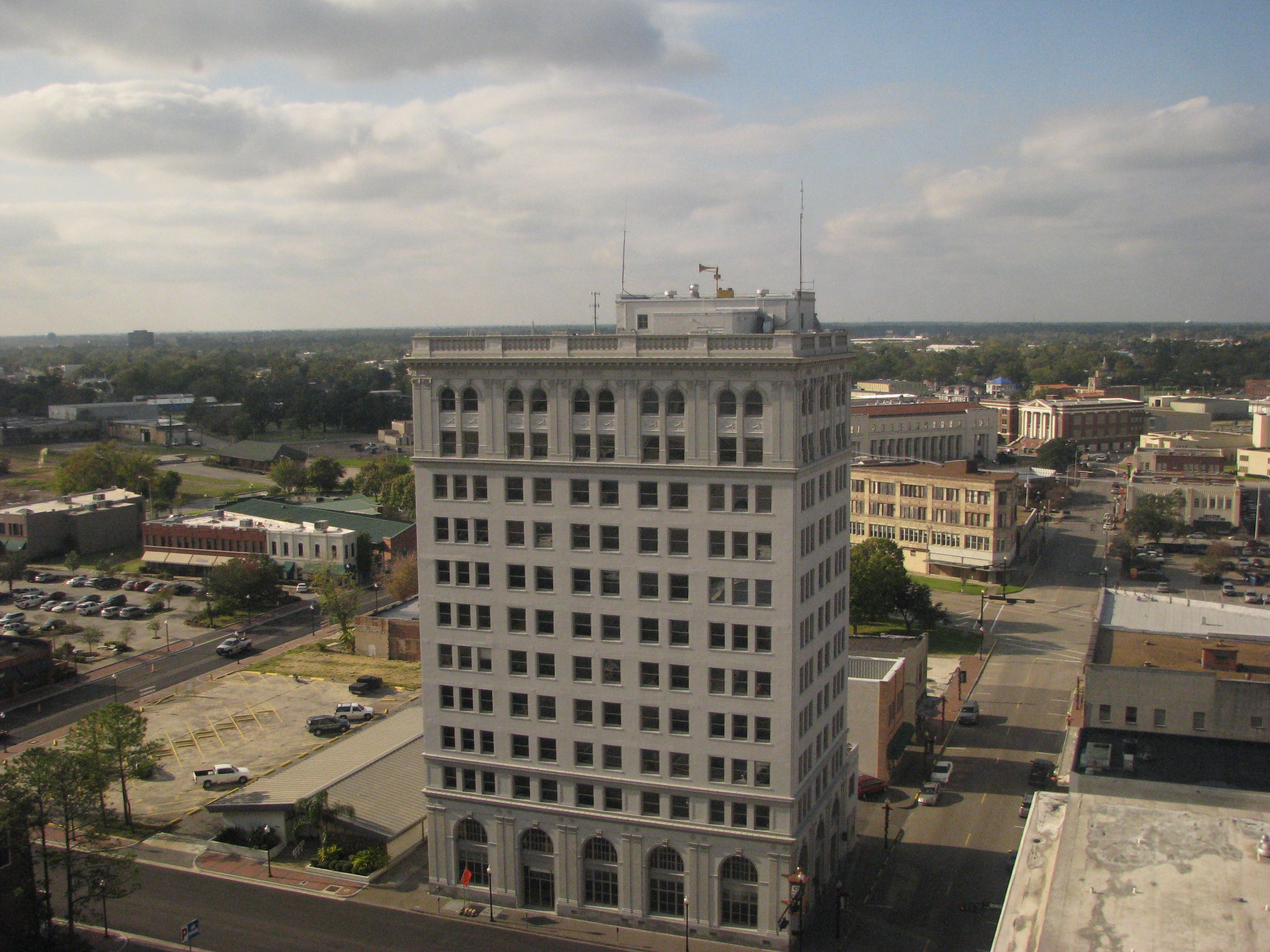
Здание Orleans
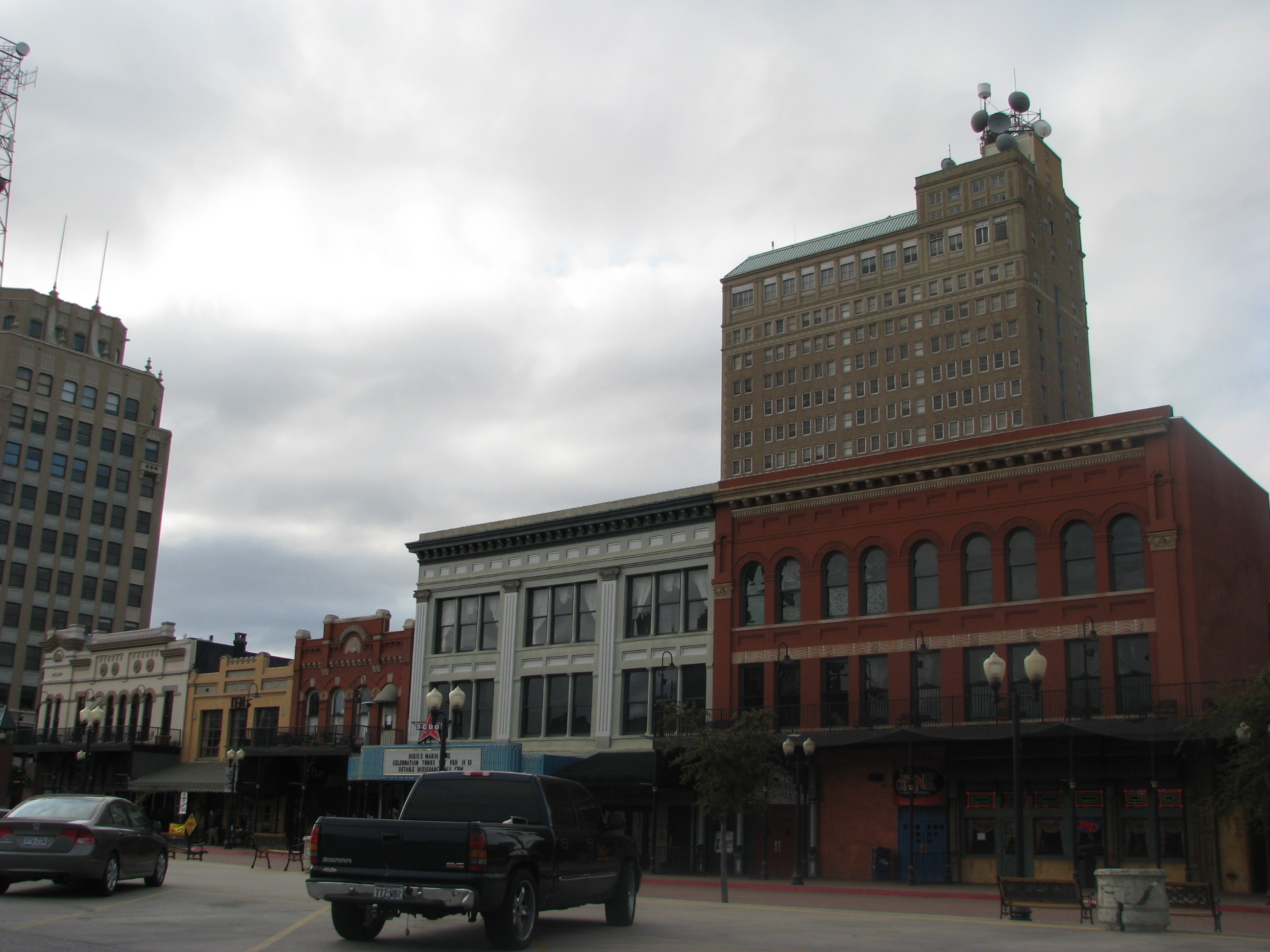
Улица Крокетта в даунтауне Бомонта
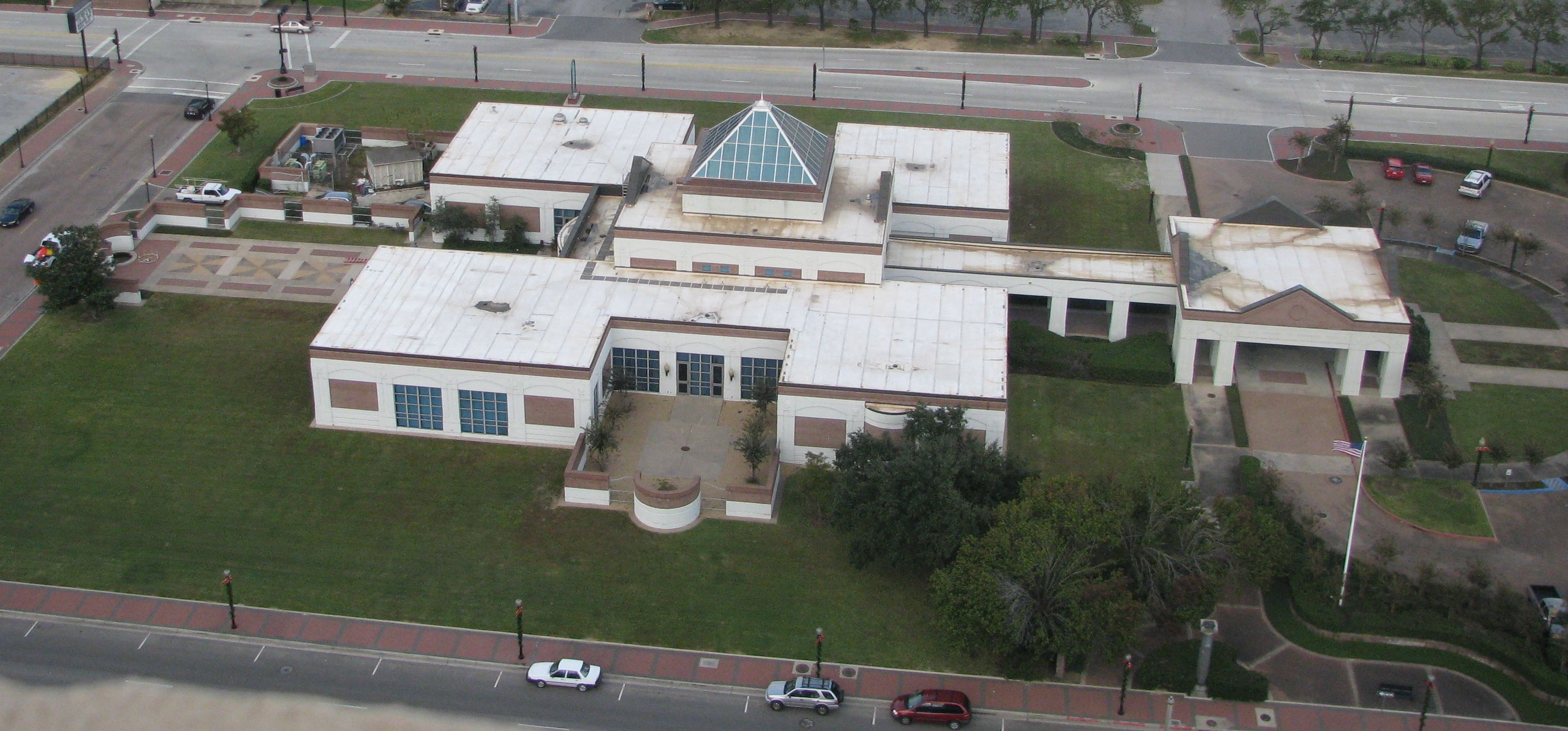
Музей искусства юго-восточного Техаса
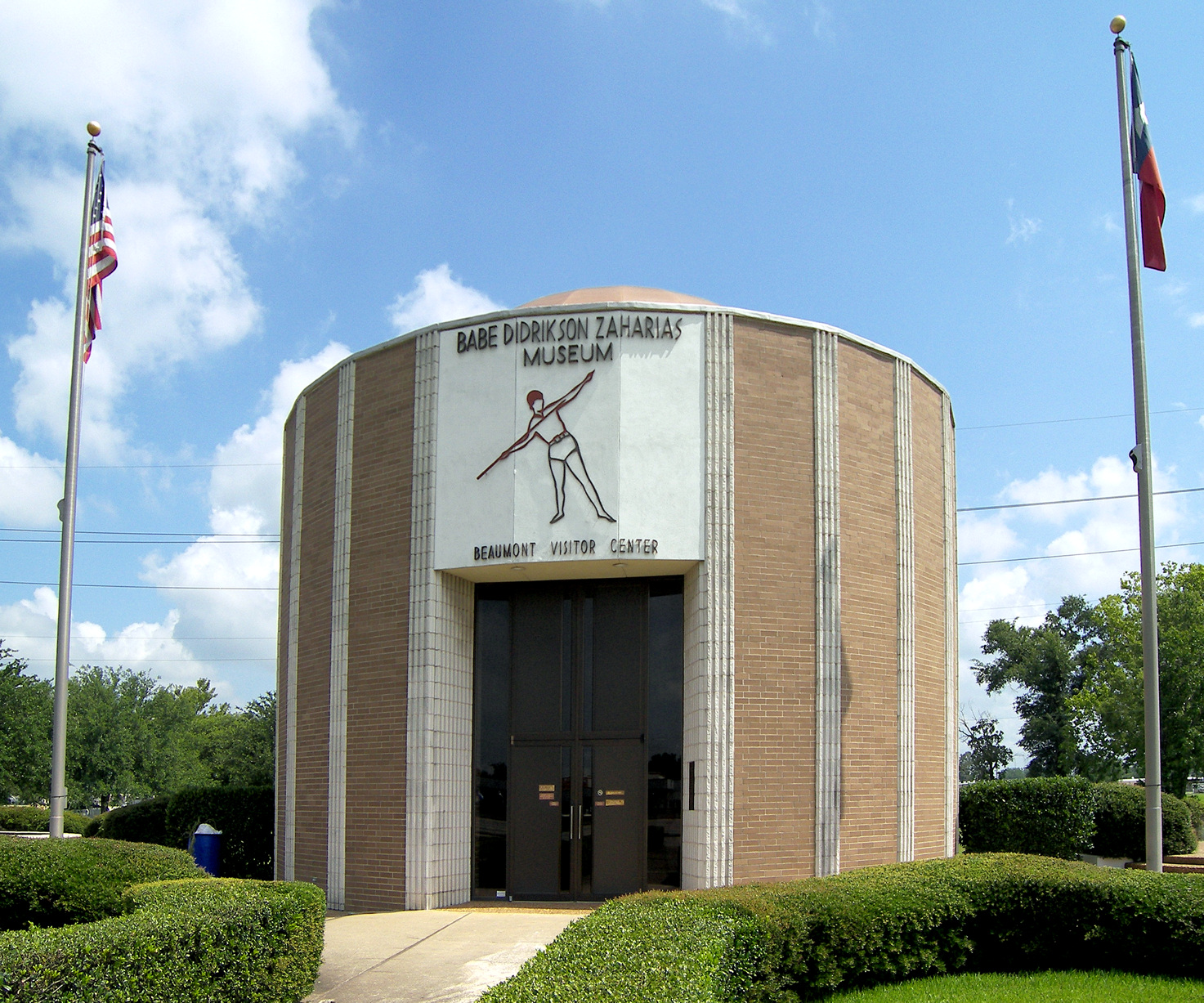
Музей Бейб Дидриксон Захариас в Бомонте
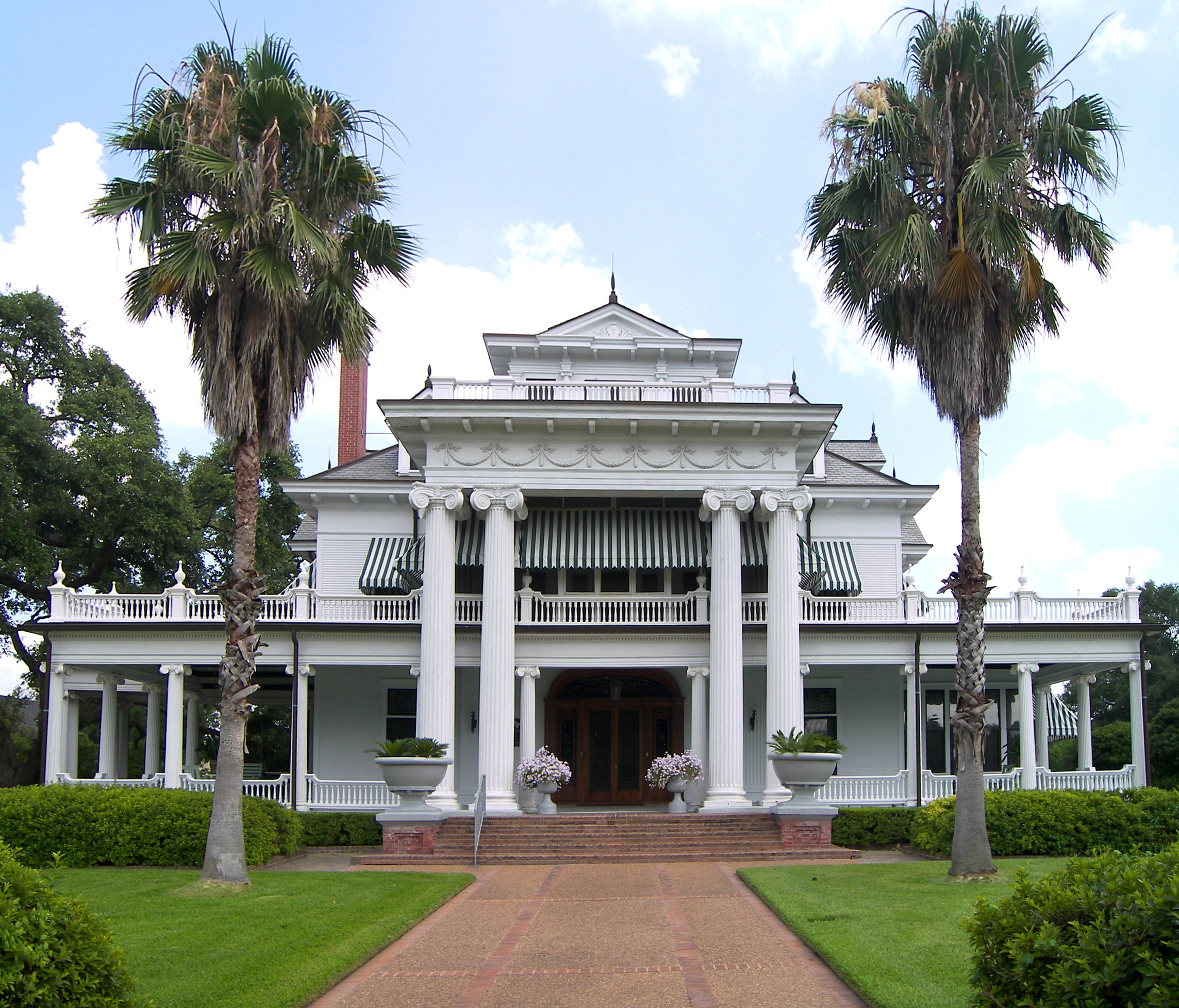
Дом Мак-Фаддина—Уорда
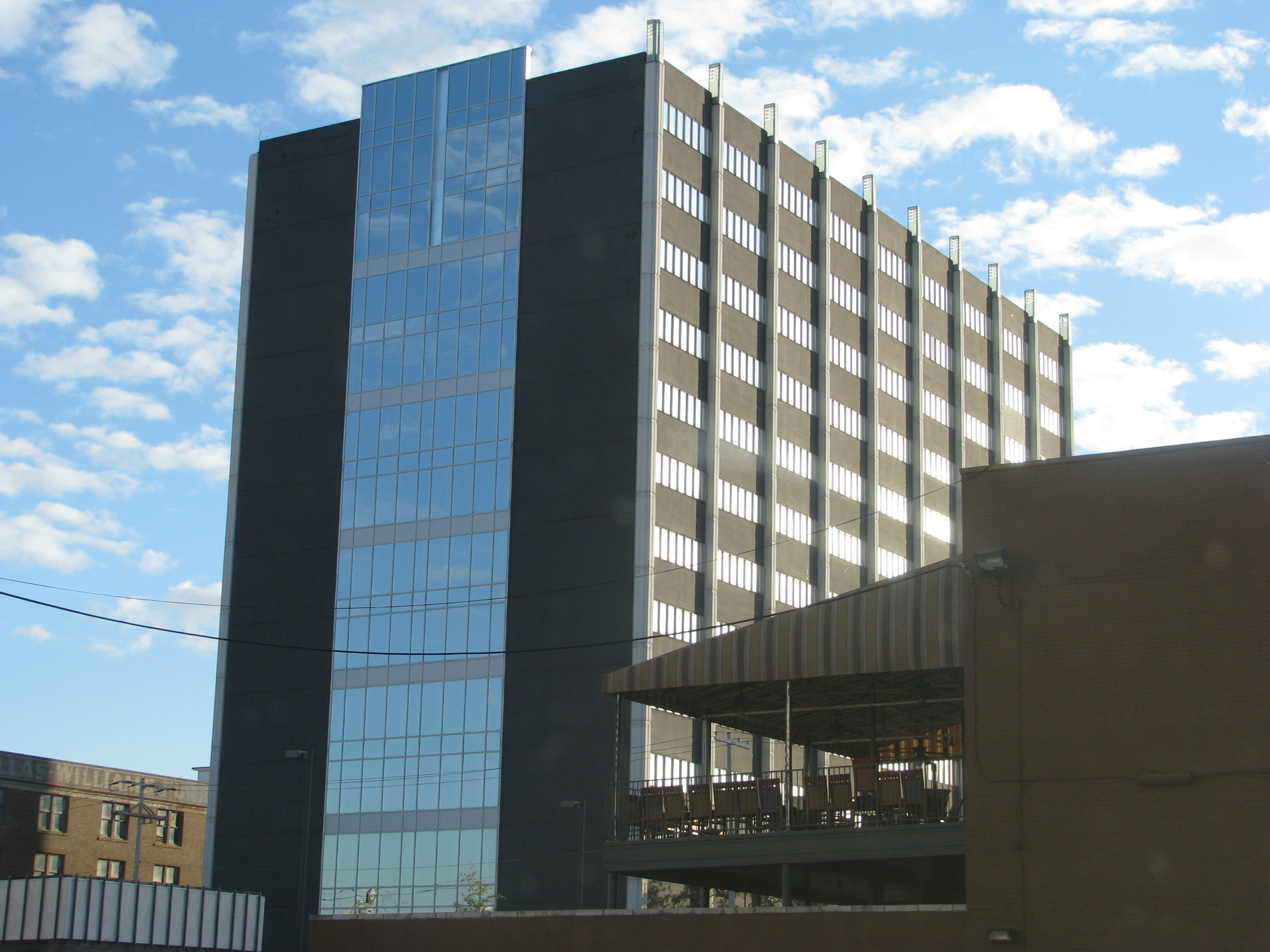
Сенчури Тауер
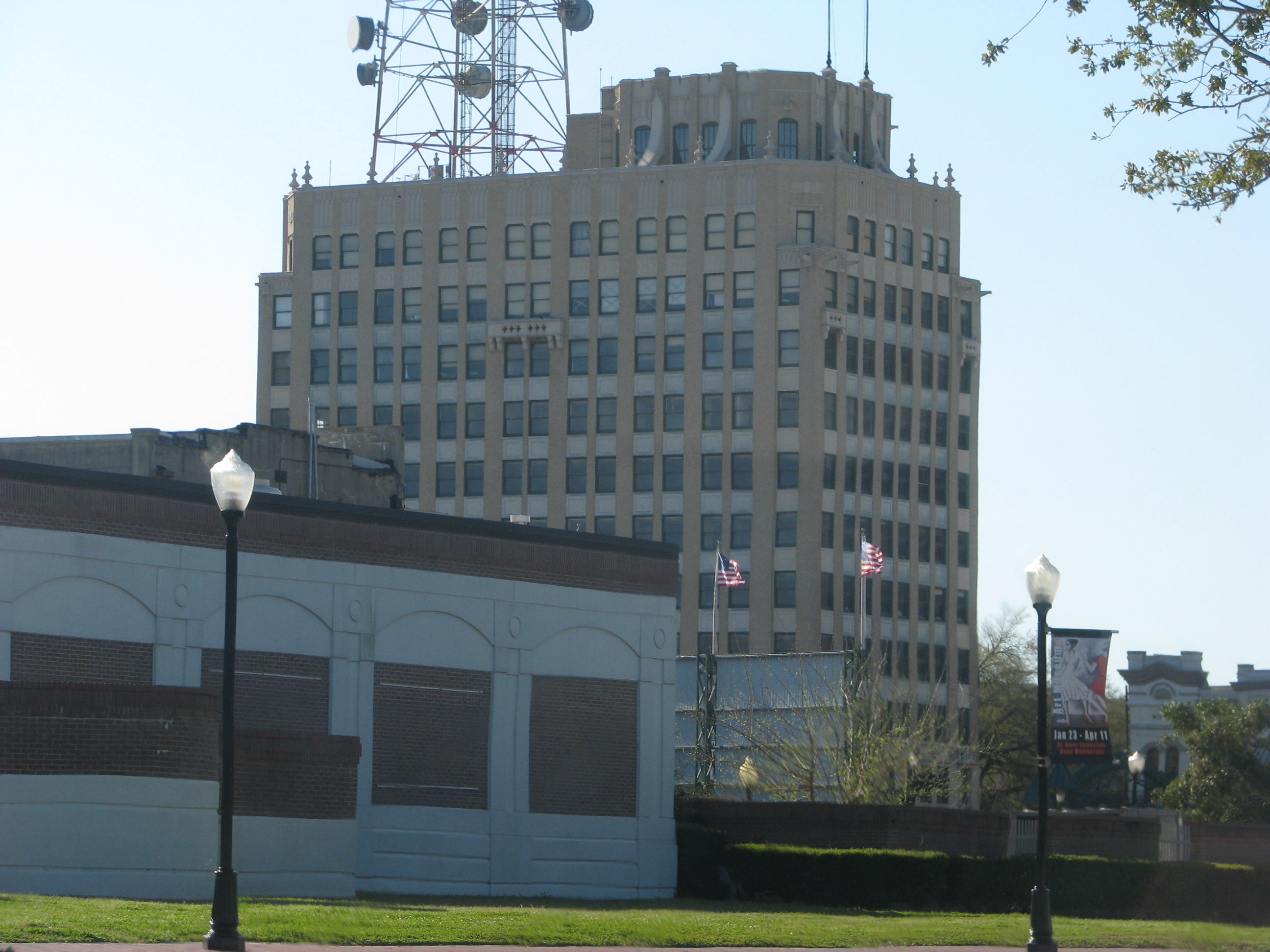
Здание Гудхью
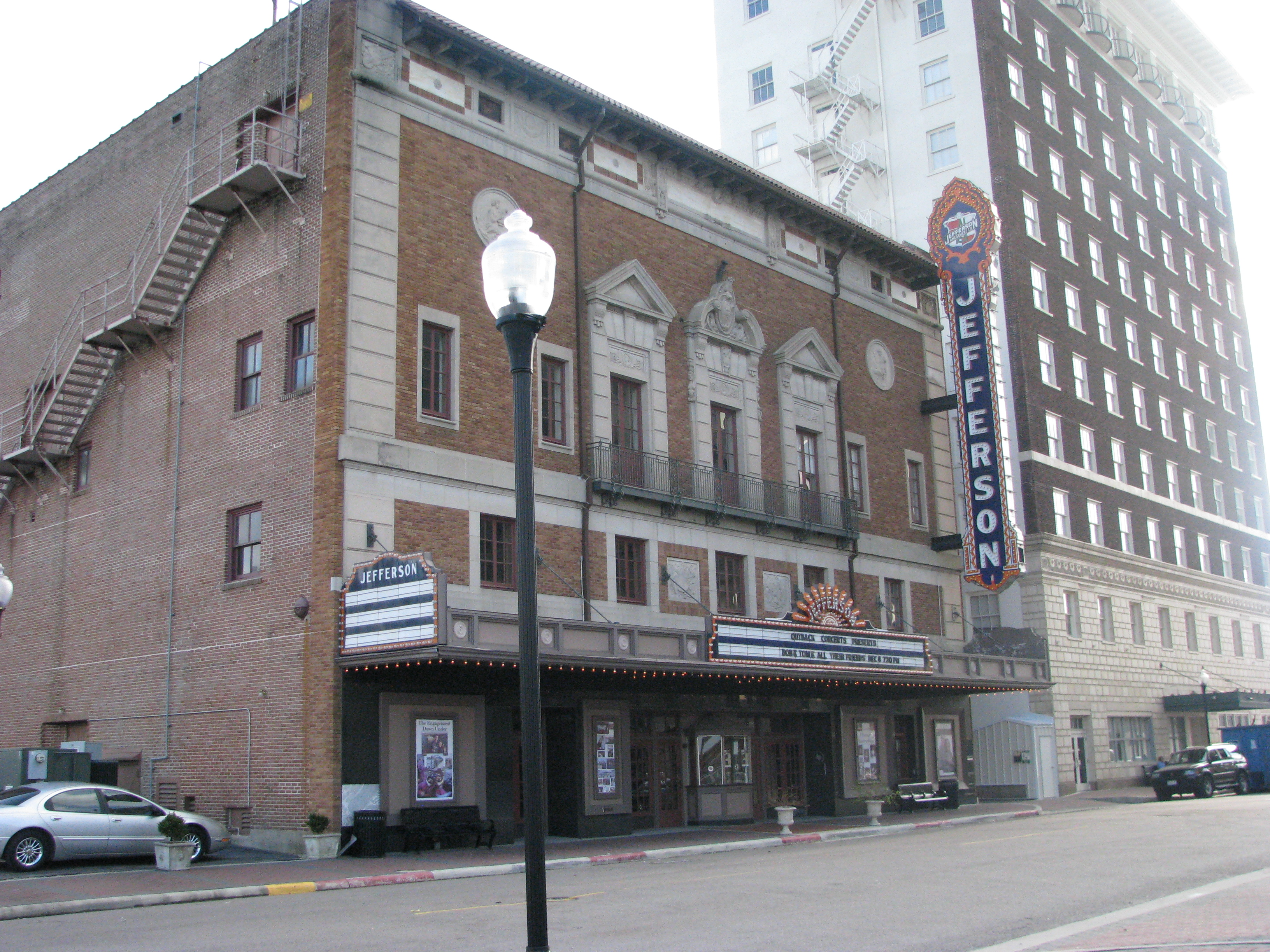
Джефферсонский театр
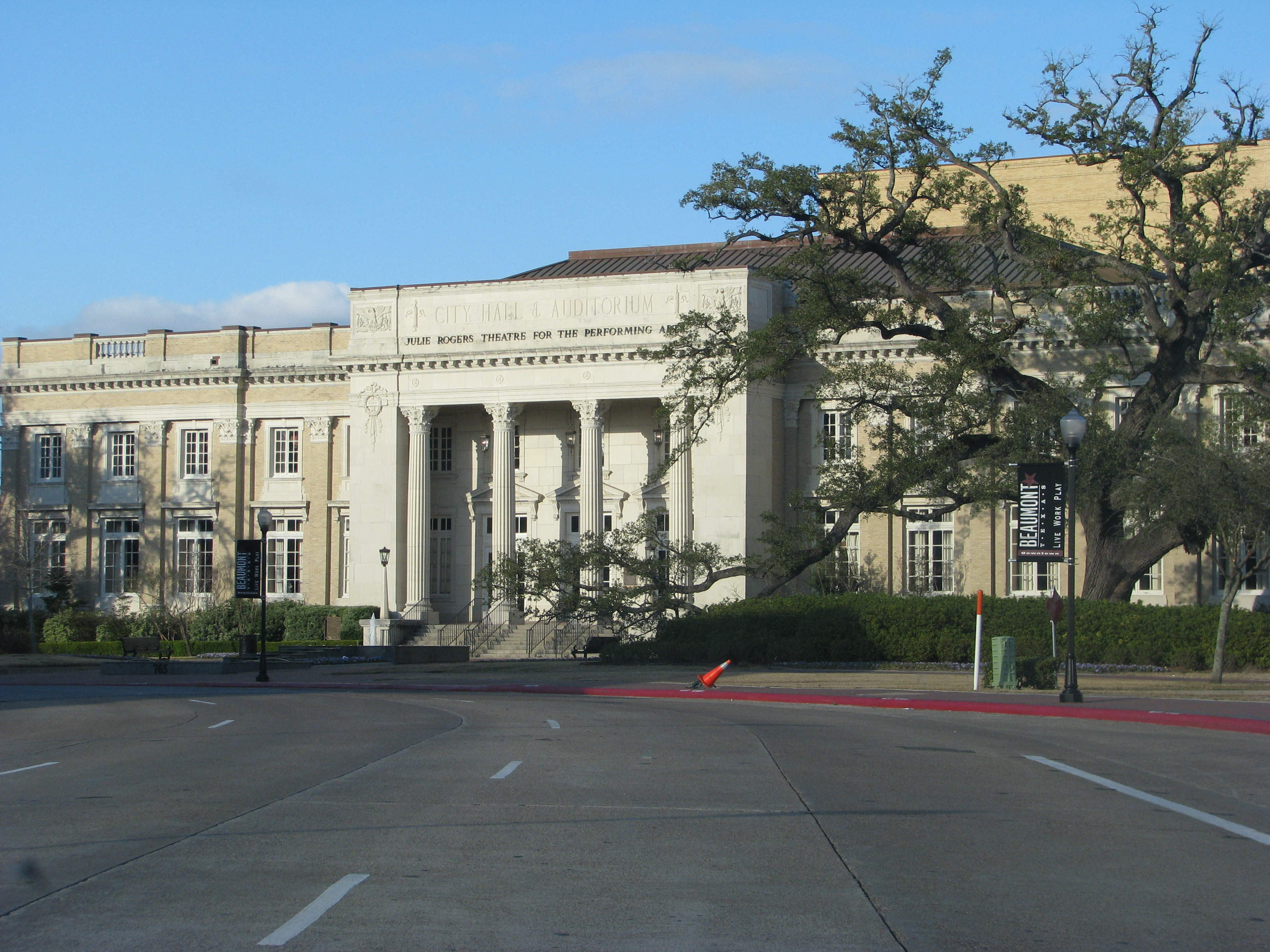
Театр Джули Роджерс
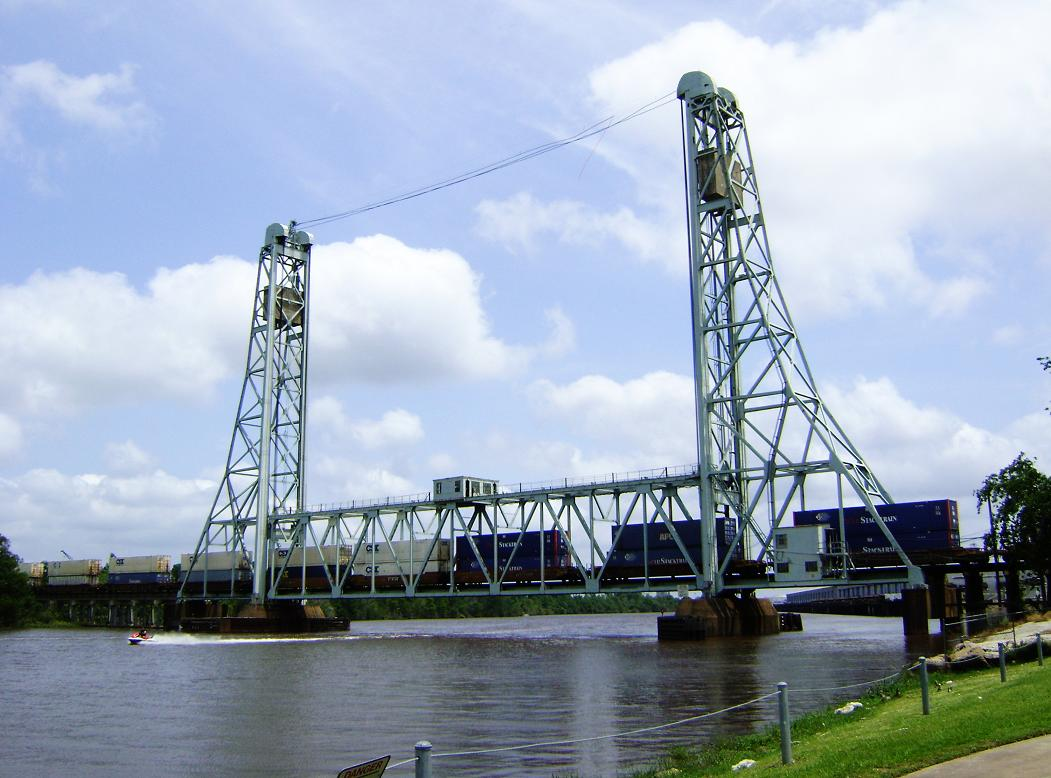
Подъёмный железнодорожный мост через реку Нечес